# Санта-Фе (округ)
Са́нта-Фе (Santa Fe) — округ в штате Нью-Мексико в США. Административный центр округа — город Санта-Фе.

## История
Округ Санта-Фе был образован в 1852 году.

## География
Расположен в центральной части штата Нью-Мексико. Общая площадь территории округа — 4949 км².

## Демография
Население округа составляло:
- по переписи 2000 года — 129 292 человека;
- по переписи 2010 года — 144 170 человек.